# 赤腳灣 (佛羅里達州)
赤腳灣（英語：Barefoot Bay）是位於美國佛羅里達州布里瓦德縣的一個非建制地區。該地的面積和人口皆未知。

## 地理
赤腳灣的座標為28°53′10″N 80°30′51″W / 28.88611°N 80.51417°W，而該地的平均海拔高度為7米（即23英尺）。